# Sinfonia n. 2 (Bernstein)
La Sinfonia n. 2 The Age of Anxiety di Leonard Bernstein è un pezzo per orchestra e pianoforte solo. Il pezzo fu composto dal 1948 al 1949 negli Stati Uniti e in Israele ed è stato rivisto nel 1965. Il titolo deriva dall'omonimo poema di W. H. Auden ed è dedicato a Serge Koussevitzky.

## Storia
Si dice che un amico abbia dato a Bernstein l'idea di scrivere la musica basata su The Age of Anxiety in una lettera:
Quando iniziò a scrivere il pezzo, Bernstein affermò che il poema di Auden era "uno degli esempi più sconvolgenti di puro virtuosismo nella storia della poesia inglese" e che "una composizione di una sinfonia basata su The Age of Anxiety acquistava una qualità quasi compulsiva. " Dopo che The Age of Anxiety aveva vinto il Premio Pulitzer nel 1948, Bernstein lodò il pezzo, dicendo "Quando ho letto il libro per la prima volta ero senza fiato". Bernstein lavorò alla composizione "a Taos, Filadelfia, Richmond, Massachusetts, a Tel-Aviv, negli aerei, nelle hall degli hotel..." Anche se intitolato come tale, “The Age of Anxiety” ha la forma tradizionale di una sinfonia. Invece di un lavoro convenzionale esclusivamente orchestrale in quattro movimenti, Bernstein lo ha composto per pianoforte solo e orchestra e ha diviso il pezzo in sei sottosezioni, rispecchiando il testo di Auden, diviso in due parti uguali che vengono eseguite senza pause. Completò il pezzo il 20 marzo 1949 a New York City. Insoddisfatto del finale della composizione, Bernstein lo revisionò nel 1965 per stabilire con fermezza la sua idea del vero finale. Il lavoro fu commissionato da Serge Koussevitzky e dedicato a lui, che si stava preparando a terminare la sua carriera di 25 anni dirigendo la Boston Symphony Orchestra.

## Strumentazione e struttura
La sinfonia è composta per un'orchestra con 2 flauti, ottavino, 2 oboi, corno inglese, 2 clarinetti, clarinetto basso, 2 fagotti, contrabbasso, 4 corni, 3 trombe, 3 tromboni, tuba, timpani, percussioni, 2 arpe, celesta, pianino (pianoforte verticale), archi, pianoforte solo.
Strutturalmente, ci sono due parti, ciascuna composta da tre sezioni. Ogni movimento prende il nome dalle sei sezioni del poema di Auden, cercando di rispecchiare gli stati d'animo e gli eventi del poema.

### Prima parte
- a) The Prologue: Lento moderato
- b) The Seven Ages: Variazioni 1 - 7
  1. Variazione 1 L'istesso tempo
  2. Variazione 2 Poco più mosso
  3. Variazione 3 Largamente, ma mosso
  4. Variazione 4 Più mosso
  5. Variazione 5 Agitato
  6. Variazione 6 Poco meno mosso
  7. Variazione 7 L'istesso tempo
- c) The Seven Stages: Variazioni 8 - 14
  1. Variazione 8 Molto moderato, ma movendo
  2. Variazione 9 Più mosso (Tempo di Valse)
  3. Variazione 10 Più mosso
  4. Variazione 11 L'istesso tempo
  5. Variazione 12 Poco più vivace
  6. Variazione 13 L'istesso tempo
  7. Variazione 14 Poco più vivace

In accordo con il "Prologue" di Auden, il poema inizia con quattro individui soli (tre uomini e una donna) in un bar, ognuno dei quali riflette sulla propria inquietudine pur riconoscendo la presenza degli altri. Musicalmente, un lamentoso duetto di clarinetti segna l'inizio del percorso dei personaggi, con una lunga scala discendente che segnala la loro ritirata in un inconscio condiviso. È qui che i personaggi iniziano a discutere della vita in ciascuno dei loro punti di vista, spostandosi su The Seven Ages (Le sette età). Qui, Bernstein ha composto un insieme di variazioni che sono uniche nel fatto che, piuttosto che condividere tutte la stessa melodia o materiale tematico come un tema tradizionale e variazioni, ogni variazione gioca sul materiale dalla variazione immediatamente precedente. Ciò conferisce al lavoro un paesaggio in continua evoluzione che ricorda il passato ma progredisce verso il futuro. Procede quindi a "The Seven Stages" (Le sette tappe), che racconta la storia dello stesso "gruppo" che intraprende un sogno collettivo, una consapevolezza ancora più acuta, cercando di riscoprire il significato più profondo della propria umanità". Emulando gli ideali e desideri dei personaggi in conflitto, Bernstein intreccia un arazzo musicale frenetico e confuso che mostra i personaggi che cercano disperatamente di trovare ciò che stanno cercando, ma che non riescono a raggiungere, sebbene vi si avvicinino per via della loro esperienza. Questo porta la prima metà del pezzo a una chiusura drammatica e improvvisa.

### Seconda parte
- a) The Dirge: Largo
- b) The Masque: Extremely Fast
- c) The Epilogue: Adagio; Andante; Con moto

La seconda metà del brano si apre con "The Dirge, un tema, primo introdotto dal pianoforte solo, basato su una sequenza di dodici note che conduce ad una sezione centrale contrastante, in ricordo del romanticismo brahmsiano. Nel poema il quarto viaggio in taxi all'appartamento delle donne è un lutto per la perdita della figura del loro padre caduto. Una volta arrivati all'appartamento, le quattro sono determinate a fare festa, ma si rifiutano di togliere l'attenzione dagi altri, e decidono di consegnarsi alla notte.  “The Masque” è un brano veloce per pianoforte solo che è accompagnato da dei ritmi sincopati di diverse percussioni. Il tema principle è la melodia di Ain't Got No Tears Left, una canzone presa da On The Town. Il piano si aggiunge al resto dell'orchestra per un po' prima che scompaia completamente, essendo "traumatizzato" mentre cerca di venire a patti con la sua "vita in fuga". L'energia da "The Masque" si dissolve e l'intera orchestra ripete le battute che ha eseguito precedentemente, adesso con l'aggiunta degli archi e cominciando "The Epilogue". Qua gli eco del "Prologue" risuonano mentre il nuovo tema di quattro note è meditate dal reminescente pianoforte solo.  Rispondendo alla richiesta di chiarezza dell'orchestra, una cadenza per pianoforte solo, aggiunta nel 1965, rivede il viaggio dei personaggi, che costruisce così un finale radioso. L'ascoltatore, come il lettore, trova "quello che si è lasciato, che ritorna, è la fede".

## Prima esecuzione
Il lavoro fu presentato in anteprima l'8 aprile 1949, con Serge Koussevitzky che dirigeva la Boston Symphony Orchestra e il compositore al pianoforte. Fu accolto con buone recensioni e fu replicato a Tanglewood quell'estate. Fu registrato per la prima volta dalla Columbia Records nel 1950 con lo stesso Bernstein che dirigeva la New York Philharmonic ed il pianista Lukas Foss come solista. Una esecuzione tipica del lavoro dura dai 35 ai 40 minuti circa.
W.H. Auden, che secondo come riferito non prese in considerazione il balletto che considerava "un'arte molto, molto secondaria", sembra non aver apprezzato la traduzione del suo poema in un'altra forma d'arte. Dopo la première della Symphony commentò che "non ha davvero niente a che fare con me: ogni connessione con il mio libro è piuttosto lontana".

## Balletto
Jerome Robbins coreografò un balletto basato su questa sinfonia nel 1950 per il New York City Ballet. La coreografia è andata persa. Il lavoro fu presentato in anteprima al New York City Center Theatre nel 1950 e mise in mostra l'abilità artistica di Todd Bolender, Francisco Moncion e Tanaquil Le Clercq.
John Neumeier ha usato la musica per un balletto in anteprima al Ballet West nel 1991. Liam Scarlett ha creato un'altra versione per il Royal Ballet nel 2014.